# Lori becganxut
El lori becganxut (Oreopsittacus arfaki) és una espècie d'ocell de la família dels psitàcids i única espècie del gènere Oreopsittacus (Salvadori, 1877). Habita la selva humida de les muntanyes de Nova Guinea.